# Johannes van Melle
Johannes van Melle (Goes, 11 februari 1887 - Johannesburg, 8 november 1953), was een Nederlands en Zuid-Afrikaans schrijver.

## Oeuvre
- Dawid Booysen (1933) roman
- Het stadje op 't groene eiland (1934) korte verhalen over Zeeland
- Gedichten (1935),
- Bart Nel, de opstandeling (1936)
- Die huwelik van Pop le Roux (1935) toneelstuk
- Wraak (1937) toneelstuk
- Paaie wat wegraak(1941)
- En ek is nog hy (1942) Afrikaanse bewerking van 'Bart Nel'
- Die simboliek van die openbaring van Johannes (1942)
- Die profesieë van Daniël (1942)
- Begeestering (1943) bundel novellen
- Denker, kom kyk! (1944)
- Die profesieë van Esegiël (1945)
- Die profesieë van Jesaja (1945)
- Die profesieë van Sagaria (1947)
- Saad wat opkom (1947)
- Die simboliese getalle van die Bybel (1947)